# 浯島城隍廟
金門浯島城隍廟，是一座位在金門縣金城鎮、以浯島邑主城隍爺為主祀神明的城隍廟，也是金門地區最主要的信仰中心之一。

## 簡介
在明朝，後浦地區（後為金城鎮城區）即已築有城隍廟。
1387年，江夏侯周德在金門城村修築千戶所城，同時興建古地城隍廟，並訂其神誕日為農曆五月十七。
1663年，清廷嚴格執行遷界政策，後浦地區原先的城隍廟因此崩毀。
1680年，金門鎮總兵署首任總兵陳龍將當地行政中心遷至後浦地區，古地城隍隨之分爐至後浦西門里，成為浯島城隍廟的初始。
1811年，文應舉（1770年 - 1829年）等人倡議並募捐銀貳千參佰餘金，於當年農曆十月動工興建後浦城隍廟，並以官署建築為模仿對象。
1813年4月，後浦城隍廟興建完工。
1994年，浯島城隍廟擴建工程開始；擴建完工後，浯島城隍廟成為一座主建物三開間兩進式、屋頂歇山重簷式的鋼筋混凝土仿古建築物，並增建左右護龍的南方「不見木」以及石雕、剪黏、泥塑、彩繪、藻井等，且另將戲臺後移。
此外，金門共有古地城隍廟、浯島城隍廟、東嶽泰山廟（位在金沙鎮田浦村，分爐自山東東嶽城隍廟）等3間城隍廟。

## 金門浯島迎城隍
每年農曆四月十二為浯島城隍廟城隍遶境巡安日。該日之由來據傳為陳龍遷治紀念日（或稱浯島城隍遷治日），但也可能為城隍廟重建奠安紀念日。